# 공수 (노동)
공수(工數), 인시(人時), 맨아워(man-hour)는 평균 작업자가 한 시간 동안 수행하는 작업량이다. 이는 작업을 수행하는 데 필요한 중단 없는 노동의 총량을 추정하는 데 사용된다. 예를 들어, 대학 논문을 조사하고 작성하는 데는 80시간이 필요할 수 있고, 처음부터 가족 연회를 준비하는 데는 10시간이 필요할 수 있다.
노동 시간은 사람들이 일반적으로 업무에서 요구하는 휴식 시간을 제외한다. 휴식, 식사 및 기타 신체 기능을 위해. 그들은 순수한 노동만을 계산한다. 관리자는 작업 시간을 계산하고 휴식 시간을 추가하여 작업을 완료하는 데 실제로 걸리는 시간을 추정한다. 따라서 한 대학 과정의 논문을 작성하는 데 20시간이 소요될 수 있지만 연속 20시간 안에 완료되지는 않을 것이 거의 확실하다. 다른 코스, 식사, 수면 및 기타 인간 필수품에 대한 작업으로 인해 진행이 중단된다.

## 같이 보기
- 노동경제학
- 생산성
- 과학적 관리법
- 잉여가치
- 맨먼스 미신
- 시간 동작 연구
- 프레더릭 윈즐로 테일러